# محله بهداشت
محله بهداشت یک مجموعه تلویزیونی به نویسندگی بیژن بیرنگ برای کودکان است که بعد از مجموعه اولی به نام «محله برو بیا» ساخته شد. این برنامه با تیتر «برنامه ای جالب و دیدنی و عبرت آموز یا محله بهداشت» آغاز می‌شد. «محله برو بیا» محصول سال ۱۳۶۳ بود و از شبکه دو سیما پخش می‌شد. در ادامه مجموعه «محله برو بیا» که هدفش آشنایی کودکان با «قانون» بود، «محله بهداشت» تلاش می‌کرد تا کودکان را با مقوله «بهداشت» و کاربردش در زندگی روزمره آشنا کند. در مجموعه «محله بهداشت» چند شخصیت دیگر به «محله برو بیا» اضافه شدند. از نکات قابل تأمل این مجموعه سرودها و ترانه‌هایی بود که بچه‌ها در طول مجموعه می‌خوانند و همچنین موسیقی هر دو مجموعه که شاعران و آهنگسازان باسوادی چون شکوه قاسم‌نیا (شاعر کودک)، مهرداد جهانفر (آهنگساز) و آندره آرزومانیان آهنگساز و نوازنده ایرانی به آن پرداخته بودند.

## عوامل
تحقیق: سعید معدنی
شعر: شکوه قاسم‌نیا
ضبط موسیقی: محسن کلهر
نور: احمد نصیری‌نیا، عبدالله گل‌افشار، حمیداحمد علیخانی
مدیر صحنه: عباس کوثری
دستیار تهیه: حمید نوبری، مهران رسّام
منشی صحنه: مهناز افضلی
دکور: المیرا صباحی، رحیمه صباحی
چهره پرداز: مرتضی اردستانی، فرامرز بهرامپور، مسعود افشار، فاطمه اردکانی
لباس: حمیده نوبری

## قسمت‌ها
قسمت اول: با عرض سلام (یا) اصول کلی بهداشت
قسمت دوم: میخی بر دیوار، تابلویی آویزان (یا) اصول کلی بهداشت
قسمت سوم: مسافرِ کوچولویِ اولیه (یا) بهداشت بدن
قسمت چهارم: هپلی ضد حمام (یا) بهداشت دست و گرفتن ناخن
قسمت پنجم: گاری بیار، هپلی ببر (یا) ادامه بهداشت دهان و دندان
قسمت ششم: چشم چشم، دو ابرو (یا) بهداشت چشم
قسمت هفتم: او می‌بیند! (یا) بهداشت چشم و لباس
قسمت هشتم: یک جاروی دسته بلند (یا) بهداشت دستگاه تنفس و خواب و استراحت
قسمت نهم: حدس بزن چه کسی برای شام می‌آید (یا) بهداشت غذائی
قسمت دهم: این هفته مواظب خودتون باشید (یا) بهداشت و حفظ محیط زیست
قسمت یازدهم: ورزش (یا) چه کسی مشعل المپیک را دزدید؟
قسمت دوازدهم: وقتی برای سلام، وقتی برای خداحافظی (یا) مروری کلی بر آنچه گذشت

## بازیگران
| نام بازیگر       | نقش                            | توضیحات |
| ---------------- | ------------------------------ | --- |
| فردوس کاویانی    | دانشمند یونانی (پدر بزرگوار)   | پدر پسر باهوش یونانی. او در «محله برو بیا» نیز حضور داشت و بیشتر مواقع نمی‌تواند پاسخ سوالات پسر باهوش اش را بدهد. |
| فردوس کاویانی    | پزشک محله                      | پزشک محله که حسین آقا (بقال محله) به او خانه اجاره داده است. او در محله بهداشت قصد دارد خانه را به مطب تبدیل کند. فردوس کاویانی در «محله برو بیا» پاسبان راهنمایی و رانندگی بود. به همین دلیل بچه‌ها در «محله بهداشت» او را «سرکارِ پزشکِ محله» خطاب می‌کنند. |
| محمود جعفری      | زورو                           | زورو در «محله برو بیا» علاقه داشت دیگران فکر کنند او علیه زور و جرم و بی قانونی می‌جنگد و انسان‌ها را نجات می‌دهد. همیشه در زمان رخداد مشکلات وقتی کسی به او نیاز داشت اما فرار را بر قرار ترجیح می‌داد، و به همین سبب کسی دوستش نمی‌داشت. هیچوقت دست راست اش را از چپ نیز تشخیص نداد. در «محله بهداشت» هم نقشش چندان متفاوت نیست. با سوپرمن تفاهم ندارد زیرا فکر می‌کند او جایش را گرفته است. |
| محمود جعفری      | مجتبی                          | کودکی در «محله بهداشت» |
| مرتضی ضرابی      | سوپرمن                         | سوپرمن اصلاً سوپرمن نبود و به سختی می‌تواند کارهای خارق‌العاده ای انجام دهد. |
| رضا ژیان         | کیمیاگر اعظم (اَبَوی جان)        | کیمیاگر اعظم که پسرش (سَبَبی) او را «اَبَوی» خطاب می‌کند و در تلاش تا فرمول طلا را بدست بیاورد. |
| رضا ژیان         | دکتر آرتیموس یونانی            | او تلاش می‌کند نمایش دهد که فقدان سلامتی خوب نیست و به آموزش مطالب پزشکی به زبان ساده می‌پردازد. پدر و پسر عزیزوار اورا «آرتیموس عزیزوار» خطاب می‌کنند. |
| رضا ژیان         | آقای تابلوکار (رجب آقا)        | آقای تابلوکار، درخت کار قدیمیِ آقای شمعدانیِ «محله برو بیا»، که در «محله برو بیا» عقیده داشت باید جای درخت تابلو کاشته شود، اکنون به نظافت شهر می‌پردازد و به تبلیغ بهداشت و ورزش می‌پردازد. |
| حمید جبلی        | پسر کیمیاگر اعظم (سَبَوی جان)    | پسر کیمیاگر اعظم که پدرش او را «سَبَوی» خطاب می‌کند. او در فراگیری علم کیمیاگری بسیار بی‌استعداد است. |
| حمید جبلی        | عباس                           | معروف به عباس بی دندون، کودکی در «محله بهداشت» |
| اکبر عبدی        | بشر اولیه                      | بشر اولیه در جنگل زندگی می‌کند و سعی می‌کند قانون جنگل را توصیف کند. در «محله برو بیا» شیری در جنگل هر از گاهی در نزدیکی خانه اش نعره می‌زد و او همیشه واهمه داشت که سرانجام طعمه شیر خواهد شد. در «محله بهداشت» با شیر اما دوست شدند. |
| اکبر عبدی        | گروهبان گارسیا                 | گروهبان گارسیا ملقب به «گروهبان عمو گارسیا» در تلاش است تا زورو را دستگیر کند و در ازای تحویل زرورو به قانون جایزه دریافت کند. جایزه ای که به خاطرش تلاش می‌کند تا زورو را دستگیر کند «یک حولهٔ حمام نو» است! |
| اکبر عبدی        | حسن                            | کودکی در «محله بهداشت» |
| حسین پناهی       | پسر بشر اولیه                  | ملقب به «مسافرِ کوچولویِ اولیه» که در پی یافتن حمام و در آرزوی گرفتن یک دوش آب گرم از جنگل به شهر مسافرت می‌کند. |
| رضا رویگری       | شیر جنگل                       | در «محله برو بیا» تنها نعره شیر شنیده می‌شد. اما در «محله بهداشت» رضا رویگری نقش شیر را بازی می‌کند. |
| آتیلا پسیانی     | پسر باهوش یونانی (پسر عزیزوار) | او در «محله برو بیا» ابتدا سطح دانش بسیار اندکی نسبت به قانون داشت اما در طول برنامه تبدیل به پسری باهوش تر از پدرش شد. در «محله بهداشت» هم در پی کسب دانش دربارهٔ «بهداشت» است. |
| آتیلا پسیانی     | محسن                           | کودکی در «محله بهداشت» |
| مجید کربلائی نجف | کَلّه                            | او در «محله برو بیا» پسر حرف گوش نکنی بود، به «به زیر پا گذاشتن قانون» علاقه داشت و تمام تقصیرها را همیشه گردن همبازی‌هایش می‌انداخت. اما در «محله بهداشت» عاقل تر شده است. شخصیت کلّه در مجموعه «محله برو بیا» عروسکی بود و با عرسک گردانی و صدا گردانی سیمین معتمدآریا. |
| فاطمه نقوی       | حُسنیه خانوم                    | مادر «کَلّه» |
| اکبر رحمتی       | حسین آقا                       | حسین آقا که در «محله برو بیا» دکان بقالی داشت اکنون در «محله بهداشت» دکان عطاری دارد و اصرار دارد که بگوید از دوا و درمان سر درمی‌آورد. شخصیت حسین آقا در مجموعه «محله برو بیا» عروسکی بود به عروسک گردانی کامبیز صمیمی مفخم. |
| هادی مهدی چوپان  | اِبرام آقا                      | ورزشکار محله که تلاش می‌کند بچه‌ها را با ورزش زورخانه ای آشنا کند. او به بچه‌ها یاد می‌دهد ورزش به سلامتشان کمک خواهد کرد. |
| حسین محب‌اهری     | هپلی                           | او به همه افراد محله خودش را «میکروب با وفا و دوست داشتنی» معرفی می‌کند، اما در محله کسی دوستش نمی‌دارد. هپلی در قسمت پنجم با ذات اصلی خودش که همانا میکروب بودن است دچار مشکل می‌شود و از آن پس به دوگانگی شخصیت دچار می‌شود. او نمی‌داند باید از بهداشت پیروی کند یا اینکه هپلی بماند. |

## برخی از سرودهای بهداشتی «محله بهداشت»

### سرود «دهان و دندان»
پدر بزرگوار:
فرزند من پر حرفست
سپید مانند برف است
رویش، مویش
بگو جانم!
پسر بزرگوار:
دندان ام
خندان، خندان، خندانم
پدر و پسر بزرگوا:
هرگز تو مبر
از خاطر خودت
دندان سفید
مانند طلاست
دندان سیاه
زرد است و سیاه
بوی بد آن
مانند بلا.
پدر اولیه:
فرزند من زرنگ است
محکم مانند سنگ است
مشت اش، بازوش
بگو جانم!
پسر اولیه:
دندانم!
قدر آن را می‌دانم
پدر و پسر اولیه و شیر:
هرگز مشکن با دندانِ خود
پسته و بادام، فندق و گردو
تا لق نشود، بدبو نشود
هرگز نشود، فاسد و کرمو.
کیمیاگر اعظم:
سَبَوی حاضرجواب است
خوشبوتر از گلاب است
رختش، دستش
بگو جانم!
سَبَوی پسر کیمیاگر اعظم:
دهانم
خوش حرف و خوش بیانم.
بچه‌های محله با هم:
شیرینی و قند
آب یخ و داغ
دشمنِ آن است
دشمنِ دندان
دندانِ سفید
دندانِ تمیز
مانند گل است
تمامِ دهان.

### سرود «بیماری پرخوری»
درس امروز بچه‌ها
بیماری پر خوریست
آیا شما می‌دانید
نشانه‌های آن چیست؟
علائم این مرض
دل پیچه هست و دل درد
رنگِ مریض می‌شود
گاهی قرمز، گاهی زرد
پُر نخور بچه جان
تا نشوی از پُر خوردن نیمه جان
دم به دم هی نخور، کم بخور
همیشه سالم بمان!
شیرینی‌های خوشمزه
دهنارو آب میندازه
اما یادت باشه این را
خوردن داره اندازه!
نگه دارید در یخچال
غذاها را همیشه
چونکه غذا در یخچال
هرگز فاسد نمی شه
قبل از خوردن بشوئید
دست و رو را بچه‌ها
بعد از خوردن بگوئید
حتماً شکر خدا را
ما بچه‌های ناز نازی
به این خوبی تمیزی
از دوره‌گردهای محل
نمی‌خریم هیچ چیزی!

### سرود «فصل‌های سال»
تابستان که می‌آید
با خود گرما می آرد
لباس‌های گرم و پشمی
دیگه فایده ندارد
باید رنگ سفید پوشید
پشت گرما را شکست
سفید و زرد و صورتی
مناسب این فصل است
در پائیز
می‌بارد
نَم نَم نَم
بارونِ ریز
می‌پوشیم
بارانی
می‌مانیم
پاک و تمیز
هوا که سرد می‌شود
کمتر می‌تابد خوریشد
باید که واسه گرم بودن
پالتو ی پشمی پوشید
آبی، مشکلی، سبزِ یشمی
رنگ‌های خوب سرماست
پالتو ژاکت‌های پشمی
برای حفظ گرماست
در بهار
دوباره
رختِ نو
بر تنِ ماست
نارنجی
سرخ و سبز
در این فصل
چه زیباست.

### سرود «حمام»
بچه‌های محله با هم:
من می‌روم به حمام
تو می‌روی به حمام
او می‌رود به حمام
ما می‌رویم به حمام
راز سلامت اینست
یک‌کلام
حمام، حمام، حمام!
پدر اولیه:اینجا تو این زمونه
راستش حموم نداریم
واسه همین همیشه
کثیفیم و بیماریم!
پسر بزرگوار:
من می‌شویم سرم را، تنم را
می‌گیرم ناخنم را
این حوله مال من است، تمیز است
این هم صابون که لیز است
زورو:زورو به حمام می‌رود
با خود یک حوله تمیز
۱۰ قالب صابون می‌برد
زورو پاکیزه می‌شود!
هپلی:من میکروبی غمگینم، بیکارم
دنیا برام زندونه، غم دارم
وقتی همه تمیزند
از زندگی بیزارم
بچه‌های محله با هم:
من می‌روم به حمام
تو می‌روی به حمام
او می‌رود به حمام
ما می‌رویم به حمام
راز سلامت اینست
یک‌کلام
حمام، حمام، حمام!

### سرود «چشم و لب و پیشانی، گوش و دهان و بینی»
بر صورت خود بنگر
بر آن تو چه می‌بینی؟
چشم و لب و پیشانی
گوش و دهان و بینی
پر فایده و زیباست
اینها که خدا داده
پس برای حفظ آن
باید شوی آماده
چشمان تو پر نور است
اشک تو کمی شور است
با چَشم تو می‌بینی
هر چه را که در دور است
پس نگهدارِ آن باش
هر لحظه و در هر جا
بر چَشم نزن هرگز
دستانِ کثیفت را
صبح و ظهر و قبل از خواب
مسواک بزن، مسواک
تا دهان تو گردد
خوشبوی و تمیز و پاک
راه نفس است بینی
پاکیزه نگهدارش
هر روز بشو آن را
آلوده تو نگذارش
در گوش نکن هرگز
سنجاق و مداد تیز
این پند مرا جانم
چون حلقه بگوش آویز.

### سرود «دشمن دندان»
شیرینی و قند
آب یخ و داغ
دشمنِ آن است
دشمنِ دندان
دندانِ سفید
دندانِ تمیز
مانندِ گل است
تمام دهان.